# Смирнов, Клавдий Константинович
Кла́вдий Константи́нович Смирно́в (февраль 1915, дер. Полежаиха, Вологодская губерния — 22 августа 1943, Амвросиевка, Сталинская область) — сержант Рабоче-крестьянской Красной Армии, участник Великой Отечественной войны, Герой Советского Союза (1944).

## Биография
Родился в феврале 1915 года в деревне Полежаиха Кадниковского уезда. После окончания Шокшинской начальной школы проживал в Ивантеевке. Перед призывом в армию работал бригадиром котлочистов на трикотажной фабрике имени Ф. Э. Дзержинского.
В июле 1941 года был призван на службу в Рабоче-крестьянскую Красную Армию. С июля 1942 года — на фронтах Великой Отечественной войны.
К августу 1943 года сержант К. К. Смирнов командовал отделением 62-го отдельного мотоциклетного батальона 4-го гвардейского механизированного корпуса Южного фронта. Отличился во время освобождения Сталинской области Украинской ССР. В ночь с 21 на 22 августа 1943 года отделение Смирнова в числе первых вошло в город Амвросиевка и десять последующих часов отражало ожесточённые немецкие контратаки. В критический момент боя остался прикрывать отход своих товарищей, уничтожив пулемётным огнём около 30 солдат и офицеров противника, но и сам при этом погиб. Похоронен в Амвросиевке.
Указом Президиума Верховного Совета СССР от 19 марта 1944 года сержант Клавдий Смирнов посмертно был удостоен звания Героя Советского Союза.
В честь К. К. Смирнова названа улица в Сямже.

## Память
На здании фабрики в Ивантеевке (улица Фабричный проезд), где в 1939—1941 годах работал К. К. Смирнов, установлена мемориальная доска.